# Cœur de dragon : Un nouveau départ
Série
Cœur de dragon
(1996) Cœur de dragon 3 : La Malédiction du sorcier
(2015)
Pour plus de détails, voir Fiche technique et Distribution.
Cœur de dragon : Un nouveau départ (Dragonheart: A New Beginning) ou Draco : Une nouvelle ère au Québec est un film fantastique américain de Doug Lefler sorti directement en vidéo en 2000.
Il fait suite à Cœur de dragon sorti en 1996.

## Synopsis
Des années se sont écoulées après la mort de Draco, le dernier dragon. Mais alors que le chevalier Bowen, sur le point de mourir de vieillesse, se recueille dans la grotte de son vieil ami, il y découvre un œuf. Il confie celui-ci aux moines du village, qui élèvent le dragon en secret, enfermé dans une cave. Un jeune garçon d'écurie, Geoff, arrive à s'infiltrer dans la cage dorée du dragonnet et ceux-ci font alors connaissance. Ne faisant pas attention aux conséquences, le jeune garçon « libère » son ami, Drake. Pourtant, celui-ci était enfermé pour une bonne raison : afin d'éviter l'accomplissement d'une prophétie qui mènerait le monde des hommes à son apogée.

## Fiche technique
Sauf indication contraire, les informations mentionnées dans cette section peuvent être confirmées par la base de données cinématographiques IMDb,  présente dans la section « Liens externes ».
- Titre original : Dragonheart: A New Beginning
- Titre français : Cœur de dragon : Un nouveau départ ou Cœur de dragon II - Un nouveau départ
- Titre québécois : Draco : Une nouvelle ère
- Réalisation : Doug Lefler
- Scénario : Shari Goodhartz, d'après les personnages créés par Patrick Read Johnson et Charles Edward Pogue
- Musique : Mark McKenzie
- Direction artistique : Ján Svoboda
- Décors : Giorgio Postiglione et Alberto Tosto
- Costumes : Giorgio Desideri
- Photographie : Buzz Feitshans IV
- Son : J. Stanley Johnston, Stanley Kastner
- Montage : John M. Taylor
- Production : Raffaella De Laurentiis

Production déléguée : Hester Hargett
- Sociétés de production[1] : Universal Family and Home Entertainment
- Sociétés de distribution[1] : Universal Pictures Home Entertainment (UPHE)
- Budget : n/a
- Pays d'origine :  États-Unis
- Langue originale : anglais
- Format[2] : couleur  (Eastmancolor) - 35 mm - 1,33:1 - son Dolby Digital
- Genre : Action, aventure, fantasy et comédie
- Durée : 84 minutes
- Dates de sortie[3] :
  - États-Unis : 18 août 2000 (sortie directement en vidéo)
  - France : 21 décembre 2000 (sortie directement enDVD)[4]
- Classification[5] :
  -  États-Unis : PG - Parental Guidance Suggested (Certaines scènes peuvent heurter les enfants - Accord parental souhaitable).
  -  France : Tous publics (Conseillé à partir de 8 ans)[6].

## Distribution
- Christopher Masterson (VF : Hervé Rey) : Geoff
- Robby Benson : Drake (Voix)
- Harry Van Gorkum (VF : François Leccia) : Lord Osric of Crossley / Griffin (voix)
- Rona Figueroa : Lian
- Matt Hickey : Mansel
- Henry O (en) : maître Kwan
- Tom Burke : Roland
- John Woodnutt : frère Peter
- Lubomir Misak : Lubo
- Ken Shorter : le roi
- Harry Van Gorkum : Sir Stefan / le d'Osric
- Imrich Strunar : Miller
- Gustav Kyselica : Cowherd
- Vladimir Oktavec : Abbott
- Anthony O'Donnell : Older Mansel (voix)
- Vlado Durdik : le vieillard

 Source et légende : version française (VF) sur RS Doublage

## Accueil

### Accueil critique
Aux États-Unis, le long-métrage est moyennement reçu par la critique :
- Sur Internet Movie Database, il obtient un score défavorable de 4,5⁄10 sur la base de 4 404 critiques[11].
- Sur l'agrégateur américain Rotten Tomatoes, le film bénéficie d'un taux d'approbation de 40 % basé sur 5 opinions (2 critiques positives et 3 négatives) et d'une note moyenne de 4,80⁄10[8].

En France, les retours sont tout aussi défavorrables :
- Sur Allociné, il obtient une moyenne de 2,3⁄5 sur la base 35 critiques de la part des spectateurs[9]
- Sur SensCritique, il obtient une moyenne de 3,6⁄10 sur la base de 454 retours du public dont 5 coups de coeur et 54 envies[12].
- Sur Télérama, la note des spectateurs est de 1,88⁄5 pour 24 critiques[10].

## Distinctions
Entre 2001 et 2002, Cœur de dragon : Un nouveau départ a été sélectionné 6 fois dans diverses catégories et n'a remporté aucune récompense.

### Nominations
- DVD Exclusive Awards 2001 :
  - Meilleur acteur dans un second rôle pour Harry Van Gorkum,
  - Meilleure musique originale pour Mark McKenzie,
  - Meilleure direction artistique pour Bruno Vilela,
  - Meilleurs effets visuels pour Melissa Taylor, Ron Simonson, Dobbie Schiff, Jason Armstrong, Fish Essenfeld, Bruno Vilela et Tim Lannon,
  - Meilleur son pour Stefan Henrix.
- Writers Guild of America Awards 2002 : meilleur scénario pour enfants pour Shari Goodhartz.

## Editions en vidéo
- Cœur de dragon : Un nouveau départ est sorti en DVD le 21 décembre 2000[4] et en VOD le 16 mars 2017[6].